# Гизатуллин, Денис Рашитович
Дени́с Раши́тович Гизату́ллин  (тат. Денис Рашит улы Гизатуллин; род. 11 марта 1983, Октябрьский, Башкирская АССР, РСФСР) — российский спидвейный гонщик. Мастер спорта России. Двукратный чемпион России в личном зачёте, трёхкратный чемпион России в командном зачёте. Дважды бронзовый призёр Чемпионата Европы среди пар.

## Клубная карьера

### В России
В 13 лет стал заниматься спидвеем в родном городе. Первым соревнованием стал финал Личного чемпионата страны среди юниоров 1999 в г. Салавате, где Гизатуллин выступил в качестве запасного и набрал 2 очка.
Несмотря на выступления в личном зачёте за Октябрьский, в командном чемпионате страны Гизатуллин дебютировал в составе «Салавата» в 2000 году в домашнем матче против «Локомотива». В первом же своём заезде привёз[уточнить] 3 очка (заезд: Гизатуллин, Тибеев, Кокин, Попович), а всего за ту гонку гонщик набрал 6 очков в 5 заездах. Матч окончился со счётом 37-52 в пользу Локомотива.
На следующий год Гизатуллин вернулся в «Лукойл», в котором выступал непрерывно на протяжении 7 лет и где стал со временем одним из лидеров команды и сильнейших гонщиков страны. Победил в личном чемпионате России в 2007 году. В том же году завоевал право стать официальным резервистом серии Гран-При 2008 и выиграл свою первую европейскую медаль — бронзу чемпионата Европы среди пар (вместе с Ренатом Гафуровым.
В декабре 2007 года подписал контракт с балаковской «Турбиной» в связи с отсутствием финансовых гарантий октябрьского клуба на сезон 2008. Сам же «Лукойл» и на самом деле не смог выступить в чемпионате-2008 из-за окончания финансирования команды титульным спонсором.
В 2008 году Гизатуллин выиграл чемпионат страны второй раз подряд. В сезонах 2009, 2010 и 2011 продолжал выступления за клуб из Балаково, стабильно входя в состав сборной России по спидвею на Кубке мира. С 2004 по 2010 год только 1 раз не попал в тройку призёров личного чемпионата страны.
В 2012 г. вернулся в СК «Октябрьский», однако уже в 2013 г. перешёл в другой башкирский клуб — «Салават». Перед сезоном-2014 был заявлен в состав СТК «Октябрьский», однако после того, как «Октябрьский» снялся с чемпионата, вернулся в «Турбину». В 2016 году выступал за «Восток». В 2017 году вернулся в СТК «Октябрьский».

### В Европе
Европейскую клубную карьеру начал в «Локомотиве» из Даугавпилса в 2005 году, однако на следующий год перешёл в «Рыбник», где выступал в 2006—2009 годах. С 2010 года вместе с Эмилем Сайфутдиновым — в «Полонии» Быдгощ. В августе 2011 года из-за неудовлетворительных результатов уволился из польского клуба. На 2012 год подписал контракт с другим клубом 1 лиги — «Островией».
В Швеции дебютировал в 2007 году в «Капарне» (Гётеборг), потерявшей лицензию на сезон 2008, что вынудило Гизатуллина сменить клуб на «Хаммарбю» (Стокгольм).
В 2010 году выступал за «Вастервик». Контракт с этим клубом был подписан и на следующий год, однако в апреле 2011 года он был расторгнут.
В 2007 году отметился в одной гонке за «Истбурн Иглз». В 2009 также намеревался выступать за этот британский клуб, однако из-за возникших проблем с получением разрешения на работу был заменен чехом Лукашем Дрымлем. В 2010 году ситуация повторилась — контракт был подписан, однако ни одной гонки Гизатуллин не провёл. Спортсмен вернулся в клуб в 2012 году.

## Среднезаездный результат
| Лига         | 2000              | 2001           | 2002                         | 2003          | 2004           | 2005              | 2006              | 2007           | 2008           | 2009           | 2010            | 2011            |
| ------------ | ----------------- | -------------- | ---------------------------- | ------------- | -------------- | ----------------- | ----------------- | -------------- | -------------- | -------------- | --------------- | --------------- |
| Флаг России  | 0,750 Салават     | 1,000 Лукойл   | 1,958 Лукойл                 | 2,154 Лукойл  | 2,462 Лукойл   | 2,500 Лукойл      | 2,469 Лукойл      | 2,41 Лукойл    | 2,222 Турбина  | 2,351 Турбина  | 2,556 Турбина   | 2,269 Турбина   |
| (E)          | -                 | -              | -                            | -             | -              | -                 | 0,833 Рыбник      | -              | -              | -              | 1,119 Полония Б | -               |
| (I)          | -                 | -              | -                            | -             | -              | -                 | -                 | 1,392 Рыбник   | 1,627 Рыбник   | 1,985 Рыбник   | -               | 1,574 Полония Б |
| (II)         | -                 | -              | -                            | -             | -              | 2,095 Локомотив   | -                 | -              | -              | -              | -               | -               |
| (E)          | -                 | -              | -                            | -             | -              | -                 | -                 | 1,303 Капарна  | 1,467 Хаммарбю | -              | 2,067 Вастервик | -               |
| (E)          | -                 | -              | -                            | -             | -              | -                 | -                 | 1,000 Истбурн  | -              | -              | -               | -               |
| Флаг Украины | -                 | -              | -                            | -             | -              | -                 | -                 | -              | -              | -              | 2,125 Турбина   | -               |
| Лига         | 2012              | 2013           | 2014                         | 2015          | 2016           | 2017              | 2018              | 2019           | 2020           | 2021           | 2022            | 2023            |
| Флаг России  | 1,806 Октябрьский | 1,429 Салават  | 1,200 Турбина                | 1,474 Турбина | 1,091 Восток   | 2,600 Октябрьский | 2,700 Октябрьский | 1,976 Башкирия | 2,193 Башкирия | 2,517 Башкирия |                 |                 |
| (I)          | 1,588 Островия    | 1,828 Островия | 0,000/1,571 Ожель/ Локомотив | -             | 1,947 Колеяж О | -                 | -                 | -              | -              | -              |                 |                 |
| (II)         | -                 | -              | -                            | 1,556 Кросно  | -              | 2,420 Колеяж О    | 1,667 Колеяж О    | 1,625 Колеяж О | -              | -              |                 |                 |
| (E)          | 1,451 Истбурн     | 1,090 Истбурн  | -                            | -             | -              | -                 | -                 | -              | -              | -              |                 |                 |

## Достижения
| - Чемпионат России по спидвею среди юниоров: в личном зачёте — 1 место (2002, 2004), 2 место (2003) в командном зачёте — 1 место (2003, 2004) - Чемпионат России по спидвею в личном зачёте — 1 место (2007, 2008), 2 место (2004, 2006), 3 место (2005, 2010) в командном зачёте — 1 место (2009, 2011, 2016), 2 место (2001, 2002, 2003, 2004, 2005, 2006, 2010, 2015), 3 место (2008, 2014) в парном зачёте — 1 место (2006, 2008, 2009, 2010, 2019), 2 место (2004, 2005, 2007, 2021), 3 место (2000, 2002, 2003, 2011, 2017) - Кубок МФР по спидвею в командном зачёте — 1 место (2005) - Мемориал Рината Марданшина (Октябрьский) — 1 место (2006, 2007, 2008), 2 место (2009 — и в личном, и командном зачётах, 2005). - Мемориал Дамира Сайфутдинова (Салават) — 3 место (2014) - Кубок губернатора Саратовской области (Балаково) — 1 место (2009), 3 место (2008) - «Большой Владивосток» (Владивосток) — 3 место (2003) - Кубок Лукойла (Октябрьский) — 3 место (2002) - День работников автомобильного транспорта (Балаково) — 1 место в составе «Лукойла» (2004) - Кубок Ожеля (Лодзь) — 1 место (2014, в паре с Мариушем Пушаковским) - Большой приз Дебрецена — 2 место (2014) | На международных соревнованиях Юниорские соревнования ЛЧЕЮ — запасной в финале, 18 место (2001), 7 место (2002) КЧЕЮ — не участвовал ЛЧМЮ —16 место в четвертьфинале (2003), 14 место (2004) КЧМЮ — не участвовал Взрослые соревнования ЛЧЕ — 9 место в ½ финала (2003, 2005, 2006, 2018), 6 место (2007, 2009, 2011), 5 место (2008, 2010), 8 место в ½ финала (2016, 2019) ПЧЕ — 2 место (2004, участвовал только в полуфинале — 1 место), 4 место в полуфинале (2005), 3 место (2007, 2014) , 4 место (2010) КЕЧ — 2 место (2005 — за «Спидвей-Центр», 2011 — за «Шахтёр»), 3 место (2009 — за «Восток»), 1 место (2010 — за «Турбину») КЧМ — 8 место (2003), 7 место (2005), 11 место (2006), 6 место (2007, 2008, 2010), 4 место (2009), 5 место (2011), 12 место (2014) ЛЧМ — не участвовал Гран-При Челлендж 2007 — 8 место в полуфинале Гран-При Челлендж 2008 — 11 место в финале Гран-При Челлендж 2009 — 9 место в четвертьфинале Гран-При Челлендж 2010 — 9 место в четвертьфинале Гран-При Челлендж 2011 — 16 место в полуфинале |  |